# Grúzok
A grúzok vagy kartvélek (grúzul: ქართველები kartvelebi) egy kaukázusi nép, amely Grúzia lakosságának többségét teszi ki. Nagyobb grúz közösségek élnek még Oroszországban, Törökországban, Görögországban, Ukrajnában, Iránban, az Egyesült Államokban és kisebb mértékben az Európai Unió országaiban.
A grúzok a Kaukázus legrégibb lakói közé tartoznak. Különböző nyelveket és nyelvjárásokat beszélő csoportokra oszlanak, kisebb-nagyobb mértékben eltérő hagyományokkal és szokásokkal. A dél-kaukázusi nyelvek (a grúz, a mingrél, a szván és a láz) beszélői valamennyien grúz nemzetiségűnek tekintik magukat. Közülük a mingrélek és a szvánok tipikusan kétnyelvűek, saját nyelvüket és a grúz nyelvet egyaránt beszélik. Utóbbi az ország hivatalos nyelve, amely saját ábécével és az 5. századba visszanyúló írásos hagyománnyal rendelkezik.
Legtöbbjük keresztény és az autokefál grúz ortodox egyházhoz tartozik, de vannak iszlám közösségeik is Törökországban, Iránban, Azerbajdzsánban, illetve a grúziai Adzsaria autonóm köztársaságban.
Kelet és nyugat kapujában a grúzokat számos civilizáció hatása érte hosszú történelmük folyamán. Sok kulturális hatást befogadtak és saját helyi kultúrájukba olvasztottak, amely fénykorát a középkorban érte el. Az ókori törzsszövetségekből a 11. század elejére bonyolultan strukturált feudális nemzet jött létre, amely a 13. századi tatár invázióig a kaukázusi régió domináns hatalma volt. A szomszédos hatalmak támadásai és a gyakori belvillongások ellenére Grúzia többé kevésbé független maradt egészen a 19. század elejéig, amikor az Orosz Birodalom foglalta el. 1991-ben szakadt el a Szovjetuniótól.

## Nevük eredete
A grúzok saját megnevezése magukra kartvelebi (ქართველები), a nyelvükre kartuli (ქართული), az országra pedig Szakartvelo (საქართველო). A Kartli élete (Kartlisz chovreba) c. krónika szerint a nép ősapja Kartlosz volt, a bibliai Jáfet dédunokája. A nyelvészek szerint a nép elnevezése a proto-grúz Kartsz törzs nevéből származik, amely még az ókorban emelkedett ki a szomszéd törzsek közül és vált lokális vezető erővé. Az ókori görögök (Sztrabón, Hérodotosz, Plutarkhosz, Homérosz) és rómaiak (Titus Livius, Cornelius Tacitus stb.) a nyugati grúzokat kolkhisziaknak, a keletieket pedig ibériaiaknak nevezték.
A középperzsa nyelvben Varkana néven ismerték, ebből lett az újperzsa Gurgán. Az utóbbi a görögben lett Georgia, a szír nyelvben pedig Gurzán, majd Gurziya. A grúz népnév tehát a közhiedelemmel ellentétben nem orosz szó. A magyar nyelvű forrásokban mindig is megvolt a kettősség az elnevezésre, de a Grúzia alak mindig gyakoribb volt. A magyar lexikális elnevezés a 20. század elején még Georgia volt (lásd Pallas nagy lexikona, Révai-lexikon)
Népszerű elképzelések szerint a Georgia név Szent Györgytől (aki az ország védőszentje) származhat; vagy esetleg a földművest jelentő görög "georgosz" szóból származhat. 
A szláv (és rajtuk keresztül a balti) nyelvekben az ország neve Grúzia, a népé pedig gruzin. A tudományos közvélemény által el nem ismert elméletében Alekszandr Mikaberidze szerint a perzsa gurg/gurgan szóból származik, ami farkast jelent, és a régió is innen kapta volna a Gorgan nevet ("Farkasok földje")).

## Származásuk
A történészek, régészek és nyelvészek megegyeznek abban, hogy a grúzok ősei még az újkőkorban telepedtek meg a Dél-Kaukázusban és Észak-Anatóliában. A nyugati proto-grúz törzsek (muskok, szvánok, mingrélek) i.e. 1350 körül alapították meg az első grúz államot, Kolkhiszt. Az i.e. 7. században létrejött a keleti grúzok állama, Ibéria is. Ezek a királyságok egyesítették a klánokat és törzseket és segítették az egységes grúz nép létrejöttét.
A korabeli források különböző népekről írnak:
- Josephus Flavius ibér, más szóval thobel (tubal) népről tudósít.[16]
- asszír források említik az északkelet-anatóliai diaoha népet (görögük taokhoi). Történészek szerint ők is a grúzok őseinek tekinthetők. A ma Törökországhoz tartozó régióban a kora középkorban Tao-Klardzseti királysága terült el és a lakosság egy kis része ma is grúzul beszél.[17]
- A kolkhisziakat először I. Tukulti-apil-ésarra asszír uralkodó és II. Szarduri urartui király évkönyvei említik az i.e. 11. és 8. században. Szintén írnak a nyugati-grúz meszketikről.[14][18]
- a mai Kelet-Grúziában a keleti ibérek (más néven tibérek vagy tiberánok) éltek.[14]

A mai grúz nemzet a kolkhiszi és ibér népekből jött létre.

## Genetikájuk
Egy 2009-es vizsgálat szerint a grúzoknál a leggyakoribb, 30,3%-os az Y-kromoszóma G haplocsoportja. Egyéb jelentős haplocsoportok a J2 (31,8%), R1a (10,6%) és R1b (9,1%). Többségük fekete hajú és barna szemű, de kb. 30%-uk szeme szürke vagy kék és előfordulnak szőke grúzok is.

## Grúz kultúra

### Nyelv
A grúz nyelv a kaukázusi nyelvcsalád dél-kaukázusi csoportjához (ún. kartvéli nyelvek) tartozik a kisebb grúz etnikai csoportok, a szvánok, mingrélek és lázok nyelveivel együtt. A mai irodalmi grúz nyelv eredetileg az ország keleti részének dialektusa volt, amely a kereszténység felvétele után, a Krisztus utáni I. évezredben terjedt el a többi régióban. Ma a grúzok döntő többségének ez az anyanyelve. A nyugati szván és mingrél nyelveket a valamikori Kolkhisz területén beszélték, de az egyesült Grúz Királyság létrejötte után (amelynek fővárosa, Tbiliszi keleten volt) veszítettek fontosságukból.

### Vallás

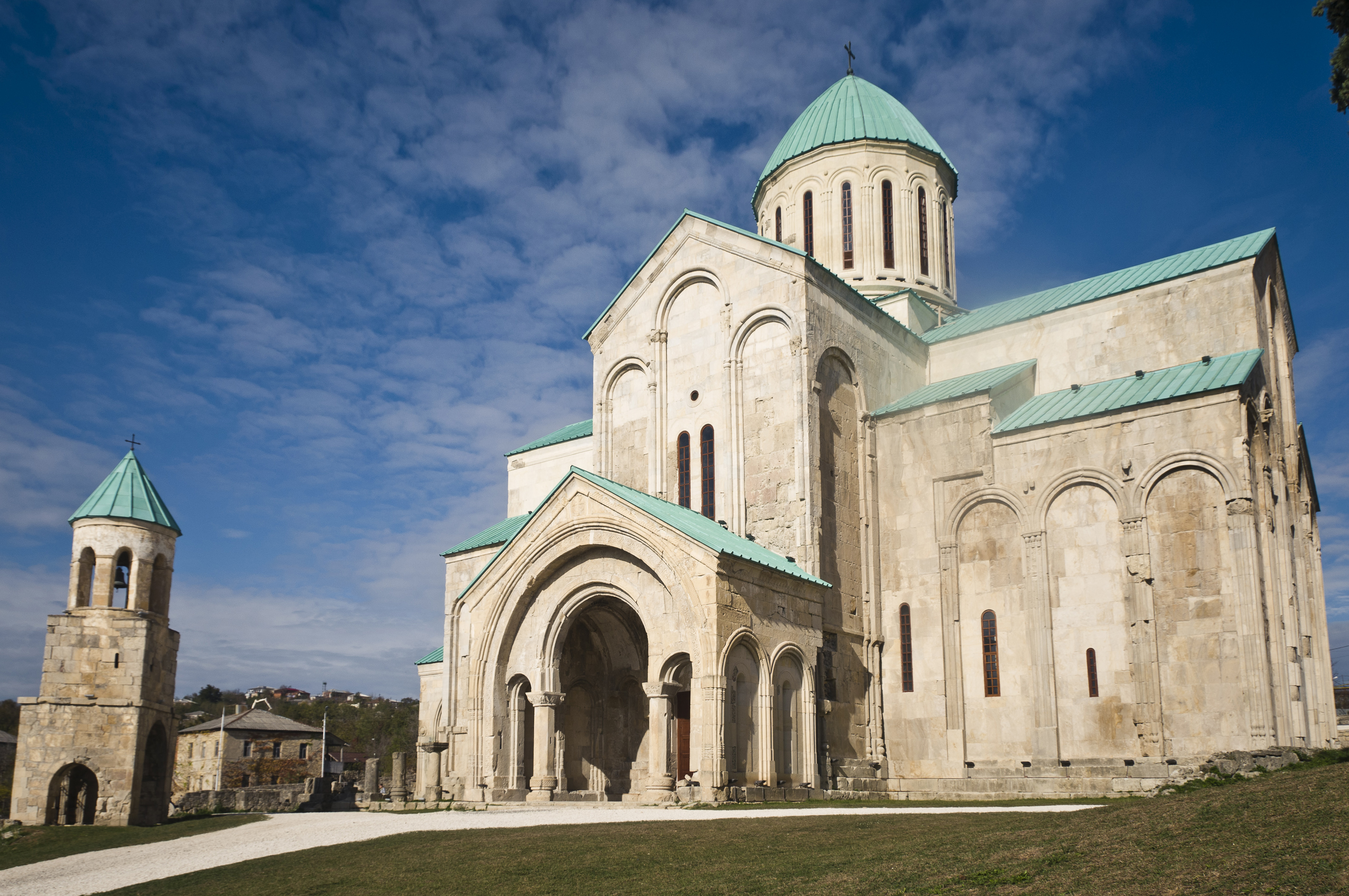
A világörökséghez tartozó Bagrati székesegyház az egyik legjelentősebb grúz vallási építmény

Az ortodox hagyomány szerint a kereszténységet Grúziába Simon és András apostolok hozták el az i.sz. 1. században. A lakosság ekkoriban a Mithrász-kultusz, a zoroasztrizmus és a helyi pogány vallások híve volt. Kartli megtérítését Kappadókiai Szent Nino végezte. A kereszténység fokozatosan kiszorította a többi hitet és hivatalos vallássá vált; az egyetlen kivétel a zoroasztizmus volt, amely a 378-as akiliszenéi béke után formálisan is elismertek. A grúzok a Bizánci Birodalom szövetségeseként évszázadokig a kereszténység és a terjeszkedő iszlám frontvonalában találták magukat, de a többszöri muzulmán invázió ellenére megtartották vallásukat.
A kereszténység nagyon fontos volt a saját írásrendszer kialakításában. A legkorábbi írásos nyelvemlékek vallási szövegek. Ma a grúziai lakosság 83,9%-a az autokefál grúz ortodox egyház tagja, bár sokaknak ez elsősorban csak kulturális kötődést és hagyománytiszteletet jelent, mert csak kb. 32%-uk jár rendszeresen templomba.
A Törökországgal határos Adzsariában jelentős muzulmán közösség él, amely a szunnita iszlám hanafi ágát gyakorolja. Az iszlám hit hanyatlott a 20. század során a szovjet vallásellenes politikának, a nemzeti ortodox többséghez való kulturális integrációnak és a grúz ortodox egyház erőteljes missziós erőfeszítéseinek köszönhetően. A Törökországban élő grúzok többnyire szunniták, az Iránban élők pedig valamennyien a síita iszlám követői.

### Grúz konyha

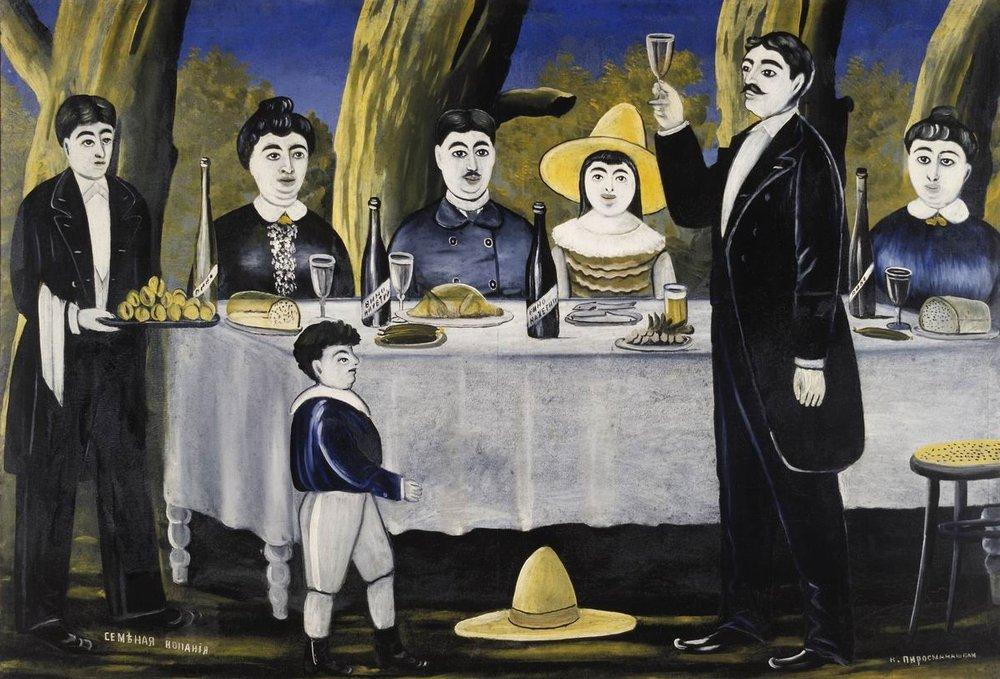
Grúz vendégség (Niko Piroszmani képe)

A grúz konyha alapvetően az országra jellemző, bár érték hatások Európa és Nyugat-Ázsia felől is. Az egyes földrajzi régióknak is megvannak a saját ételeik, megkülönböztetünk megreli, kaheti és imereti konyhát is. Bár alapvetően húsételeket készítenek, nagy a választéka a különböző salátáknak és húsmentes fogásoknak is.
A grúz vendégség során sok fogást szolgálnak fel; sorrendjüket, a pohárköszöntőket a "szertartásmester", a tamada határozza meg. Egy ilyen vacsora, amelynek során illik valamennyi fogást megkóstolni, akár órákig is tarthat. Az ételekhez köretet nem adnak, a húsokat különböző mártásokkal és kenyérrel eszik. A grúz konyha jellegzetes étele a sajtos kenyér (hacsapuri) és a lepénykenyér (lavas). Az édességeknek szűkös a választéka, helyette inkább különböző gyümölcsöket (füge, gránátalma, lótuszszilva, kakiszilva) fogyasztanak, amelyek nagy változatosságban teremnek az országban. A legkedveltebb édesség a must és liszt keverékébe mártogatott mogyoró vagy dió, a csurcshela.
A volt Szovjetunió országaiban (főleg Oroszországban) népszerű a grúz konyha, szinte minden nagyobb városban vannak grúz éttermek.

## Grúzok galériája

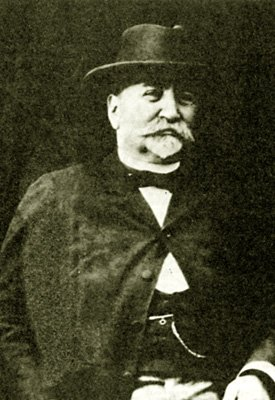
Ilja Csavcsavadze, író, költő, újságíró és jogász
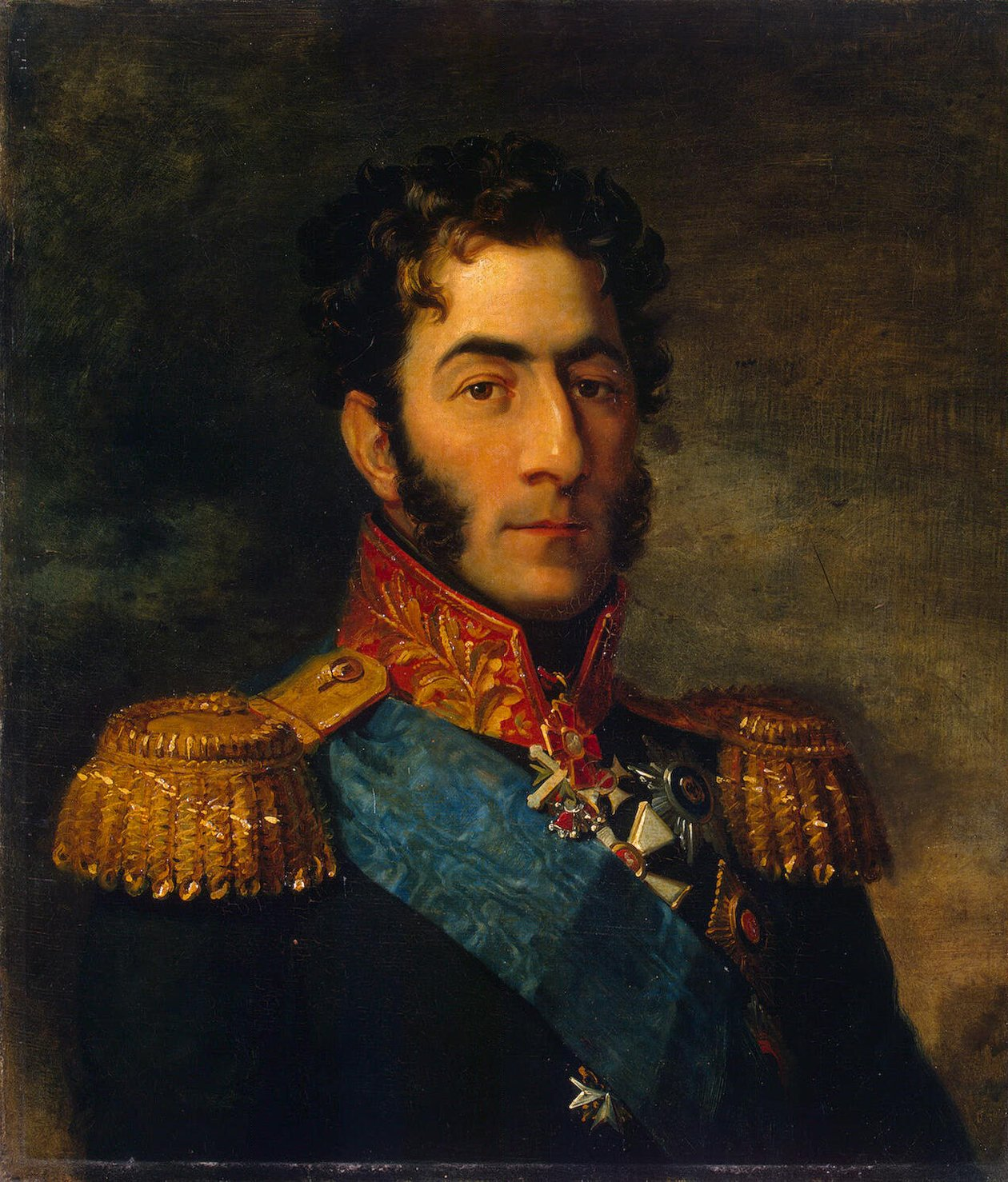
Bagrationi tábornok
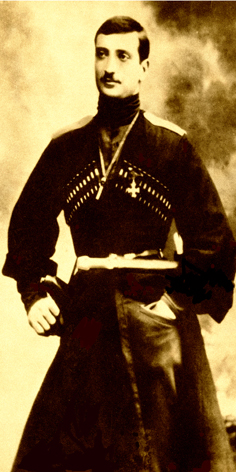
Szimon Bagrationi régensherceg
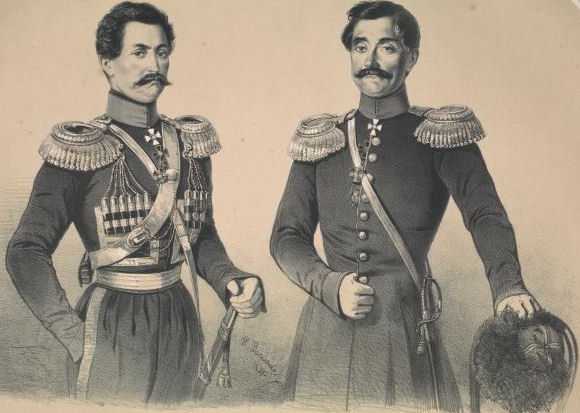
Jakob Csavcsavadze herceg és Bagrationi-Mukhraneli herceg
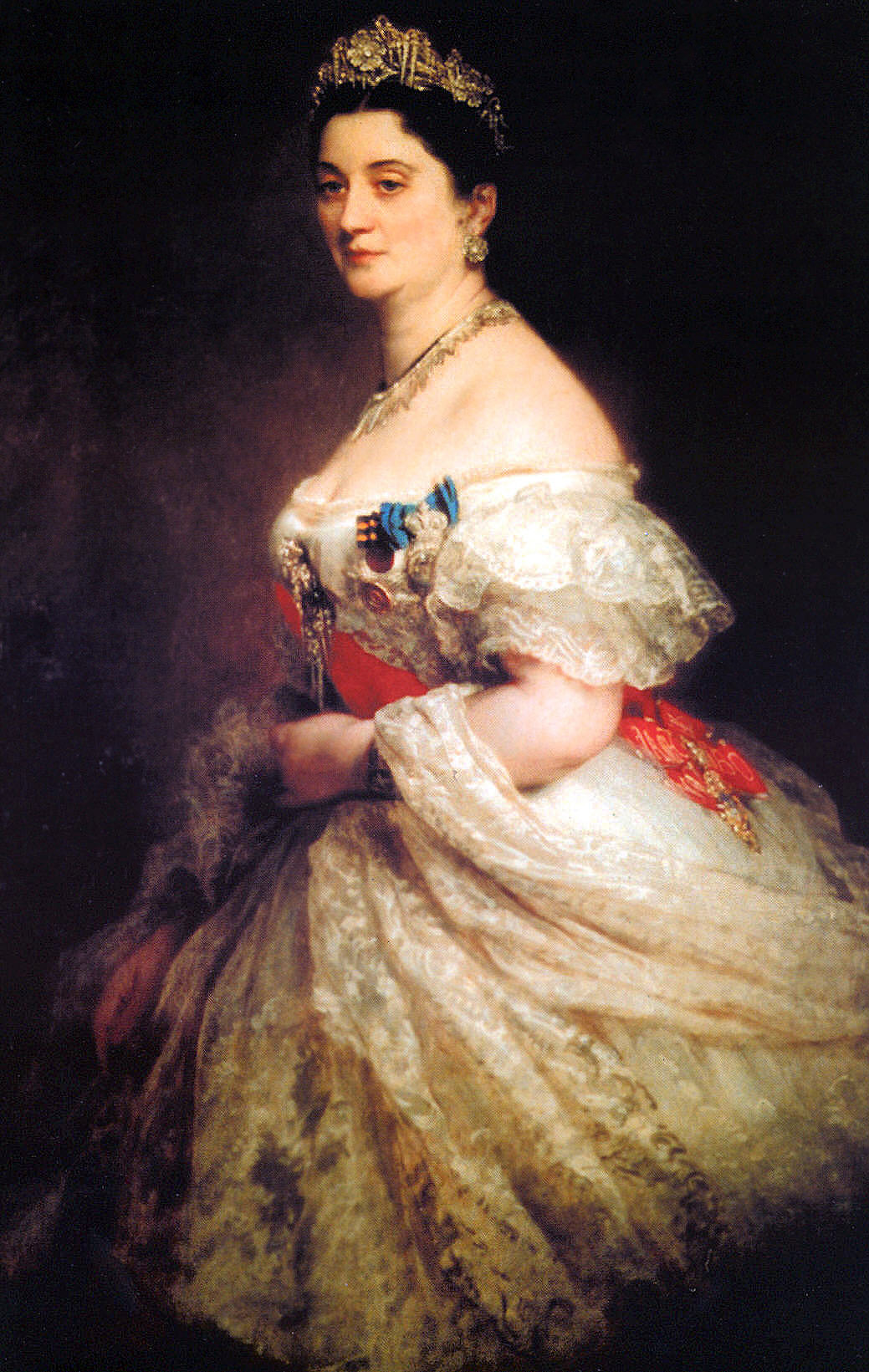
Catherine Dadiani grófnő
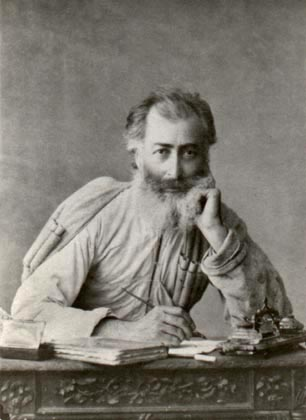
Alexander Kazbegi 19. századi grúz író
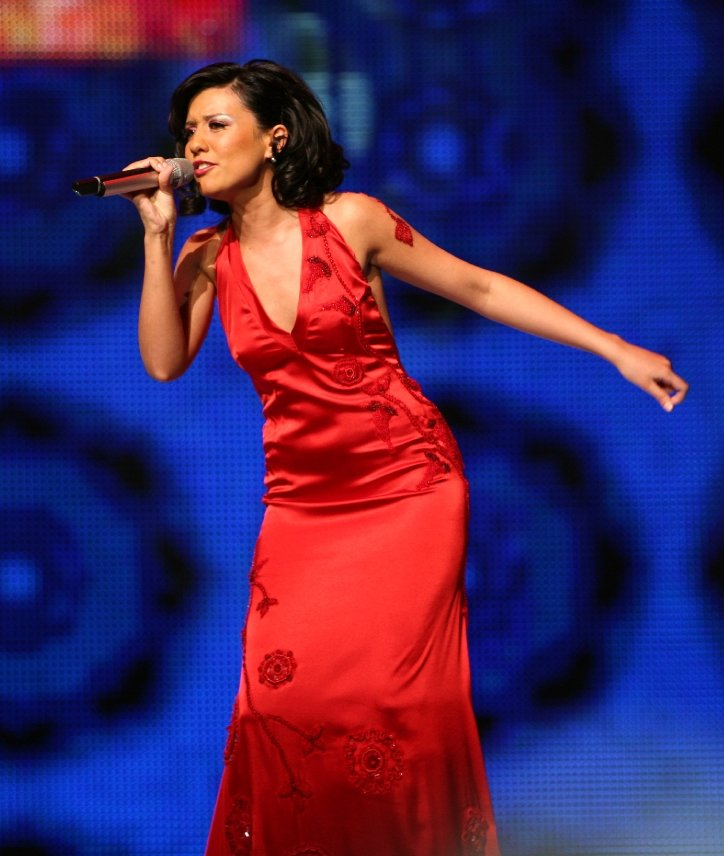
Sopho, énekesnő
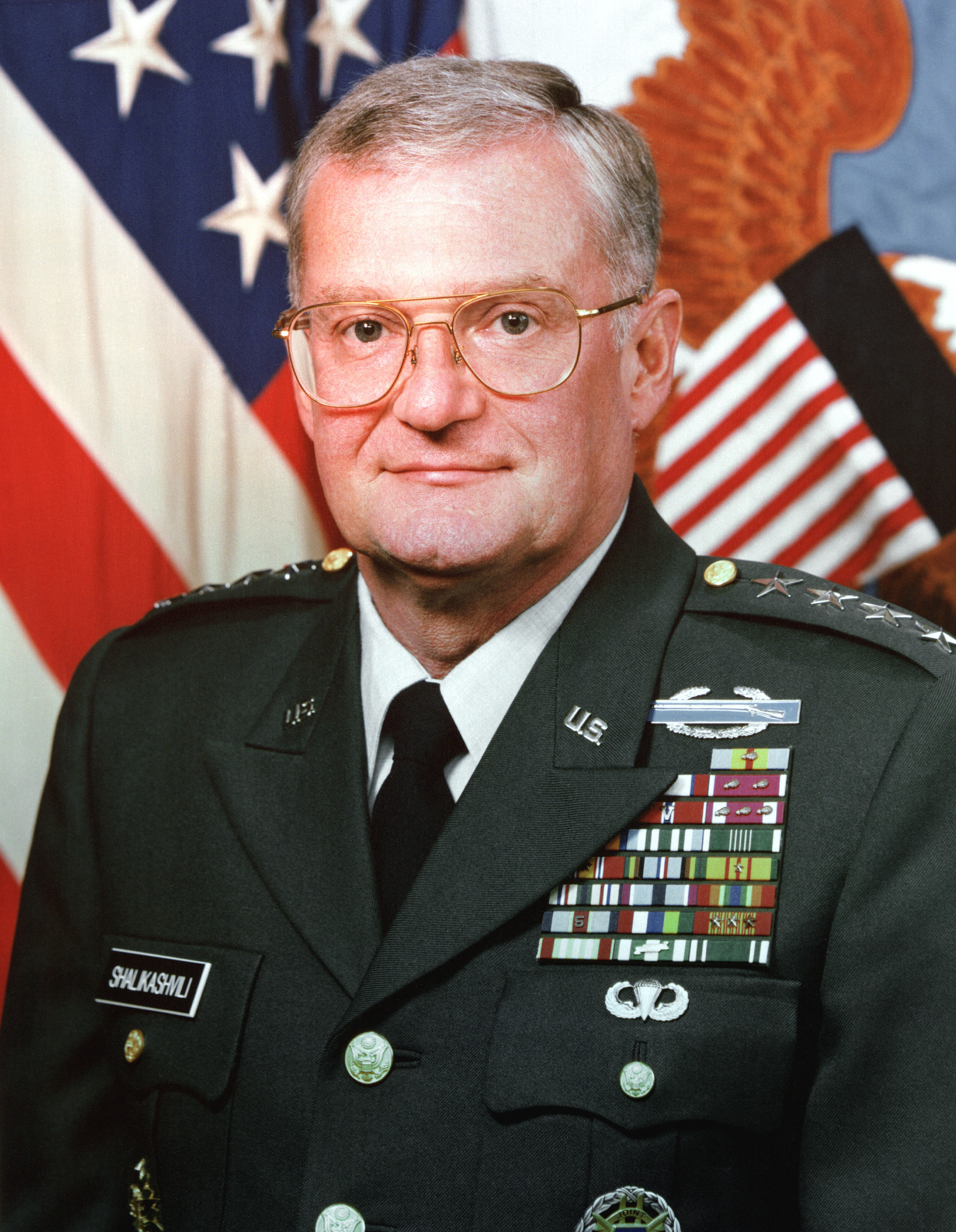
John Shalikashvili, grúz származású amerikai tábornok
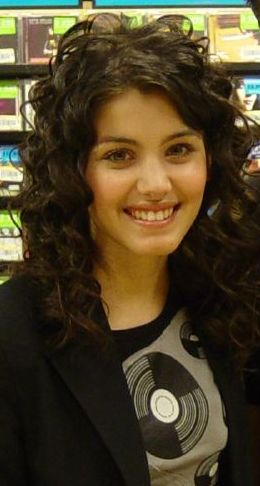
Katie Melua, grúz származású angol énekesnő
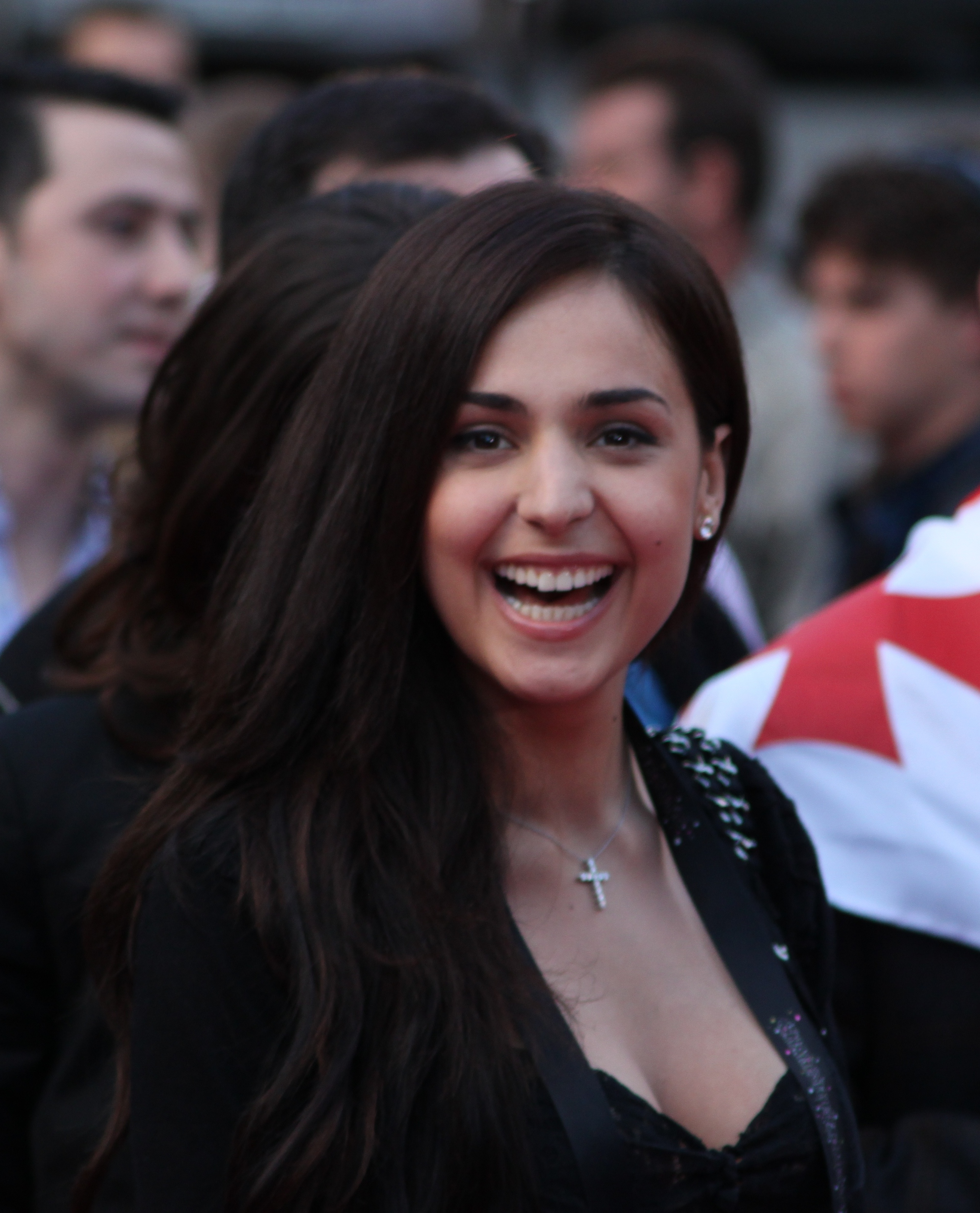
Sopho Nizharadze, énekesnő

## Fordítás
- Ez a szócikk részben vagy egészben  a   Georgians című angol Wikipédia-szócikk ezen változatának fordításán alapul.  Az eredeti cikk szerkesztőit annak laptörténete sorolja fel. Ez a jelzés csupán a megfogalmazás eredetét és a szerzői jogokat jelzi, nem szolgál a cikkben szereplő információk forrásmegjelöléseként.